# Amazona de Yucatán
L'amazona de Yucatán (Amazona xantholora) és una espècie d'ocell de la família dels psitàcids que habita boscos del sud-est de Mèxic, Belize i algunes illes properes al nord d'Hondures.